# Rolleiflex
Le Rolleiflex est un appareil photographique reflex bi-objectif de moyen format.
Fabriqué par Franke & Heidecke à Brunswick en Allemagne, à partir de 1929, le Rolleiflex est l'un des appareils les plus représentatifs du moyen format. Il est fabriqué jusqu'à la fin des années 1990.

## Histoire
L'entreprise Franke & Heidecke a été fondée à Brunswick, en 1920, par l'homme d'affaires Paul Franke (Mühlhausen, 30 novembre 1888 - Brunswick, 18 mars 1950), associé au technicien Reinhold Heidecke (Aschersleben, 2 janvier 1881 - Brunswick, 26 février 1960).

### L'Heidoscop
Heidecke conçut, pour commencer, des appareils stéréoscopiques de qualité, à obturateurs pneumatiques Compound et objectifs Tessar Zeiss. Ces appareils à plaques, nommés « Heidoscop », étaient munis d'une chambre de visée à miroir à 45°, comportant un troisième objectif Heidosmat, similaire aux deux objectifs de prise de vue. Les Heidoscop furent d'abord disponibles en format 45 × 107 mm (double 4 × 4 cm), puis en 6 × 13 cm (double 6 × 6 cm). Des châssis à pellicules (bobines 127 et B-II, puis 120) étaient facilement adaptables, mais des appareils des deux formats, conçus uniquement pour ces deux types de rollfilms (films en bobines), apparurent au cours des années 1920, apportant un gain de poids important : ils furent nommés « Rolleidoscop ».

### Le Rolleiflex
C'est de la suppression de l'un des deux objectifs de prise de vue (et de la chambre correspondante) d'un Rolleidoscop de série que naquit, en 1929, le premier Rolleiflex, comportant donc une seule chambre de prise de vue, doté d'un objectif Tessar 75 mm f:4,5 et d'un obturateur mécanique Compur, surmontée d'une chambre de visée à miroir fixe, à objectif Heidosmat. Le tout premier modèle de Rolleiflex fut un 6 × 6 (pour bobines B-II), bientôt suivi des Rolleicord (des Rolleiflex un peu simplifiés, moins chers) et des Rolleiflex Baby 4 × 4 (pour bobines 127). Ces deux types de Rolleiflex furent fabriqués jusque dans les années 1970 (et même, en petites séries, dans les décennies suivantes), tandis que les appareils stéréoscopiques disparurent du catalogue après 1941.

## Utilisation

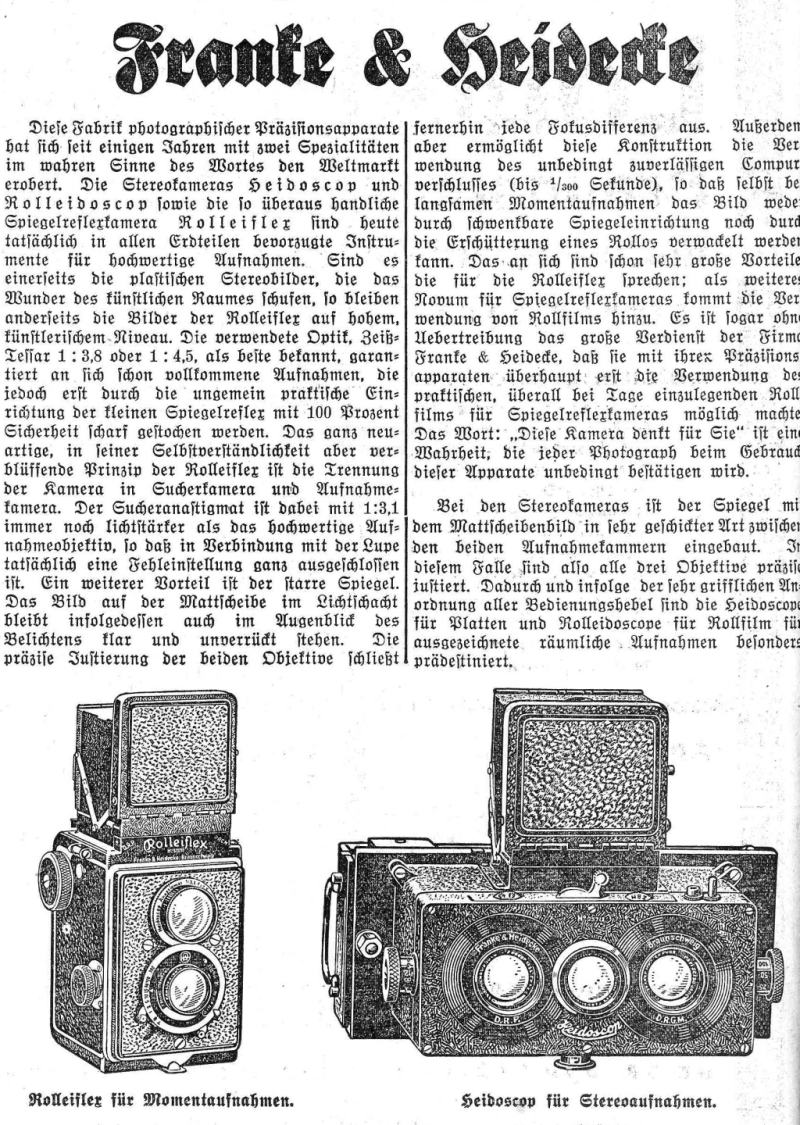
Rolleiflex et Heidoscop, 1930.

Après les premiers modèles, le Rolleiflex prend son allure définitive au cours des années 1930. Les modèles automatiques savent, d'un aller-retour de manivelle, avancer le film de la juste longueur et armer l'obturateur, sans que le photographe ait à se soucier de voir apparaître des chiffres à travers une fenêtre au dos de l'appareil. Un palpeur mécanique détecte le papier collant de début de film, et les doubles expositions sont rendues impossibles par des sécurités. La mise au point se contrôle sur le dépoli de la chambre de visée ; elle est commandée par un gros bouton latéral agissant sur la platine porte-objectifs. La parallaxe existant entre les deux objectifs est compensée par des volets métalliques, mobiles selon la mise au point. La visée à hauteur de poitrine est inversée gauche-droite, ce qui n'est pas gênant, tandis que la position de l'appareil produit des portraits en légère contre-plongée très favorable.
La focale de prise de vue est fixe, mais le film de moyen format, assez grand, autorise l'agrandissement de portions d'images. Des bonnettes de prise de vue et de visée à correction de parallaxe de 1 et 2 dioptries donnent d'honorables résultats sur les plages de 1 m à 50 cm et de 50 à 33 cm. Le fabricant proposait un adaptateur pour film 35 mm, dit « Rolleikin », des filtres divers, des flashes à lampes, et aussi un dos à plans-films 6,5 × 9 cm, avec verre dépoli dorsal et châssis amovibles.
Il a même existé d'imposants caissons étanches pour la prise de vue sous-marine.
L'appareil, compact et léger pour un 6 × 6, exempt par conception de vibrations du miroir (fixe), est resté le préféré de beaucoup de photo-reporters jusque dans les années 1970.
Les photographes de mariages ou de spectacles l'ont utilisé jusqu'à un passé encore plus récent.

## Photos emblématiques faites avec un Rolleiflex
- Autoportrait avec June et modèles : autoportrait d'Helmut Newton avec une femme nue et sa femme June Brunell. Dans le reflet du miroir, on voit qu'il utilise un Rolleiflex[3].
- Le portrait officiel du président de la République française François Hollande : réalisé en mai 2012 par Raymond Depardon avec un Rolleiflex, il est affiché dans les mairies de France[4].

## Dans la culture musicale
Le musicien brésilien Antônio Carlos Jobim évoque son Rolleiflex dans les paroles de sa chanson Desafinado : « Fotographei você na minha Rolleiflex ».
Serge Gainsbourg chante dans Negative Blues, en 1965 : « Où est ma petite amie, elle est dans mon Rolleiflex... ».

## Modèles

### Rolleiflex «classique»

#### Rolleiflex à f/3.5
- Rolleiflex (1928-1932)

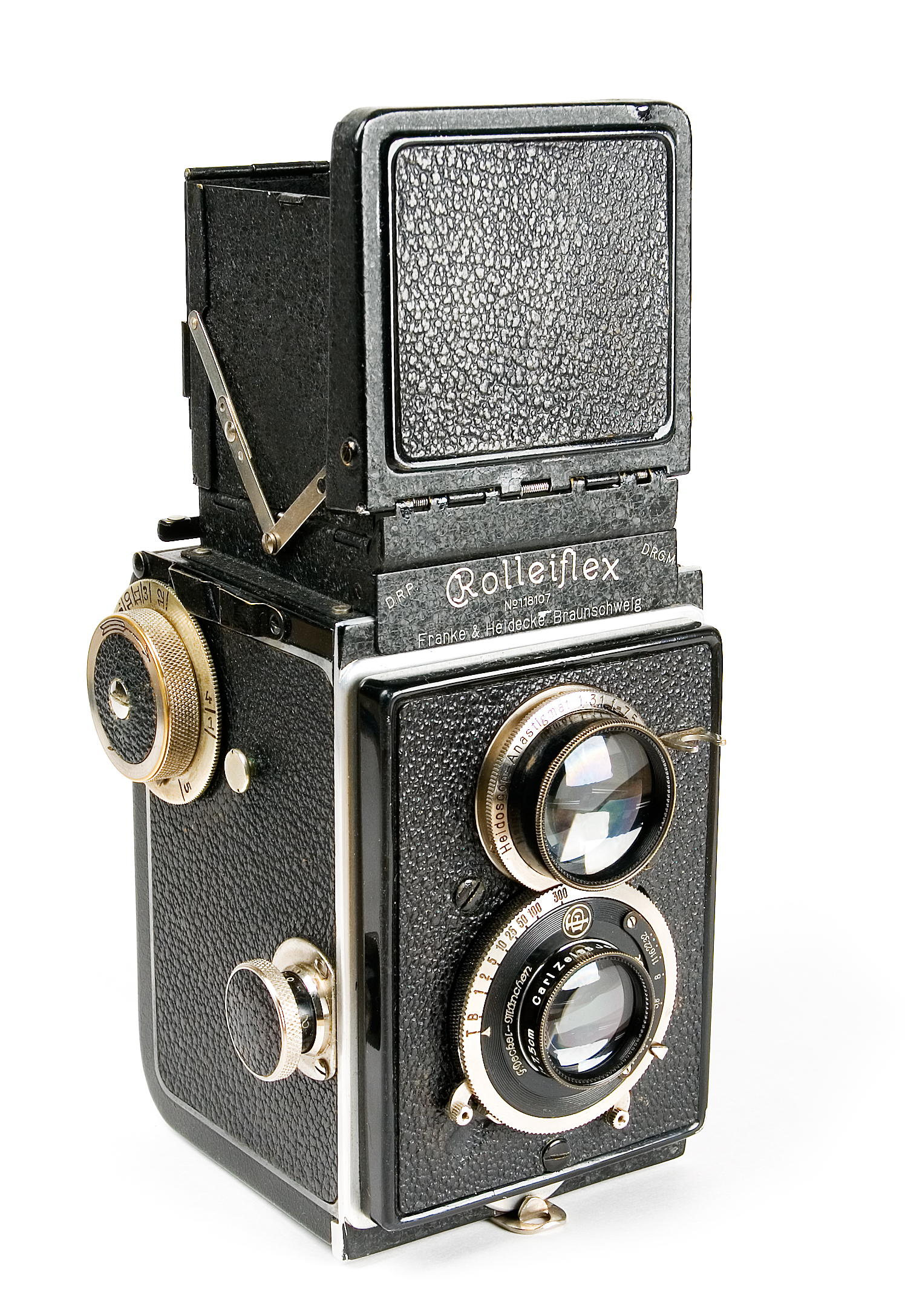
Rolleiflex original

- Standard Rolleiflex K2 modèle 620 (1932-1938)
- Standard Rolleiflex K2 modèle 621 (1932-1935)
- Standard Rolleiflex K2 modèle 622 (1934-1938)
- Rolleiflex Automat modèle 1 (1937-1939)
- Rolleiflex Automat modèle 2 (1939-1945)
- Rolleiflex New Standard (1939-1941)
- Rolleiflex Automat Modèle 3 (1945-1949)
- Rolleiflex Automat X (1949-1951)
- Rolleiflex Automat Modèle 4 (1951-1954)
- Rolleiflex 3.5 MX-EVS (1954-1956)
- Rolleiflex 3.5 E (1956-1959)
- Rolleiflex 3.5 E2 (1959-1960)
- Rolleiflex 3.5 E3 (1961-1965)
- Rolleiflex T 1 (1958-1966)
- Rolleiflex T 2 (1966-1971)
- Rolleiflex T 3 (1971-1976)
- Rolleiflex 3.5F Modèle 1 (1958-1960)
- Rolleiflex 3.5F Modèle 2 (1960)
- Rolleiflex 3.5F Modèle 3 (1960-1964)
- Rolleiflex 3.5F Modèle 4 (1965-1976)
- Rolleiflex 3.5F Modèle 5 (1979)

#### Rolleiflex à f/2.8

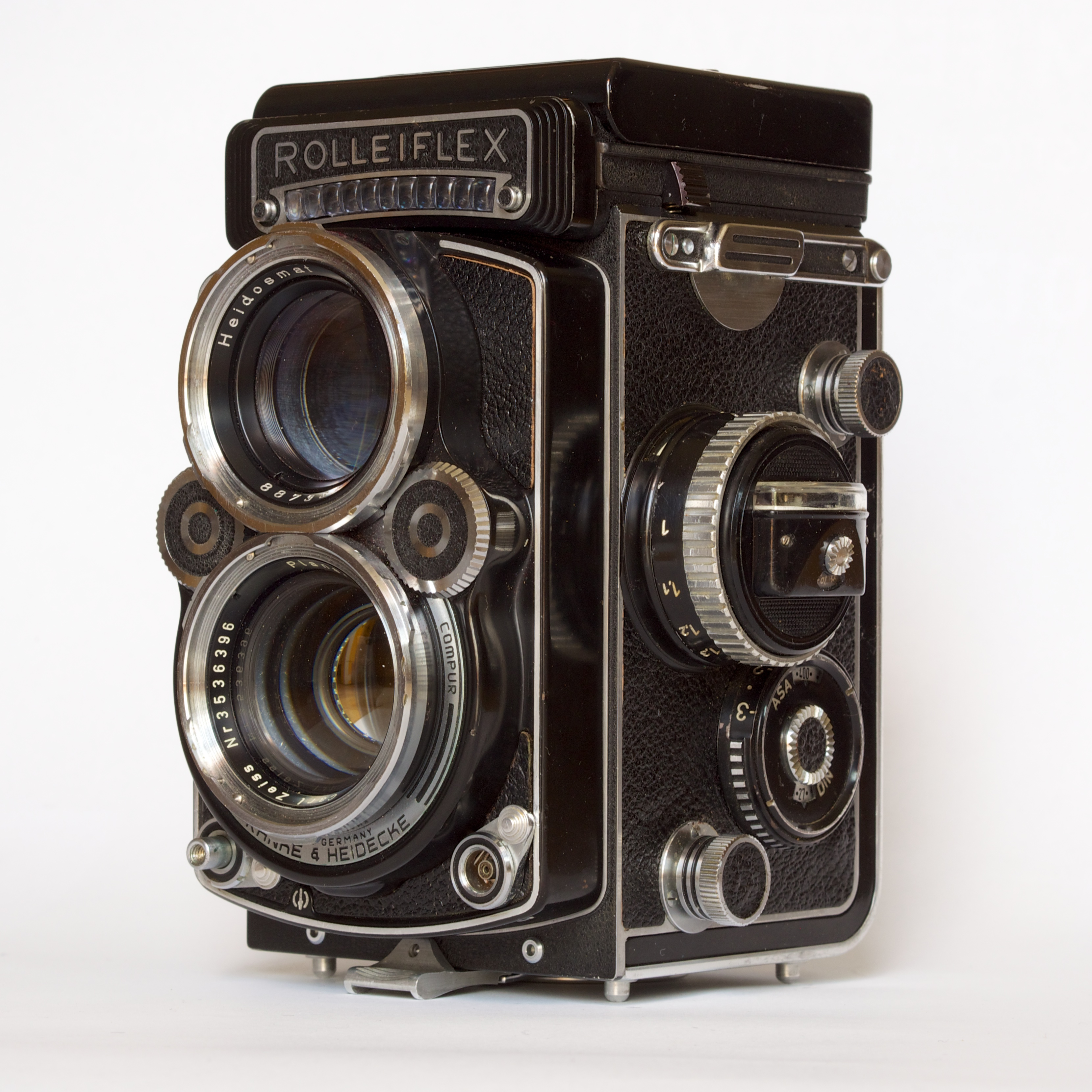
Rolleiflex 2.8 F

- Rolleiflex 2.8A Type 1 (1949-1951)
- Rolleiflex 2.8A Type 2 (1951)
- Rolleiflex 2.8B (1952-1953)
- Rolleiflex 2.8C (1952-1955)
- Rolleiflex 2.8D (1955-1956)
- Rolleiflex 2.8E (1956-1959)
- Rolleiflex 2.8E 2 (1959-1960)
- Rolleiflex 2.8E 3 (1962-1965)
- Rolleiflex 2.8F (1960-1981)
- Rolleiflex 2.8F 2/3 (1966-1976)
- Rolleiflex 2.8F 4 (1976-1980)
- Rolleiflex 2.8F Aurum (1982-1984)
- Rolleiflex 2.8F Platin (1984-1990)
- Rolleiflex 2.8GX (1987-2002), il y a eu une édition anniversaire 1929-1989 produite en 1989/1991 et une « Helmut Newton Edition » en 1992/1993.

#### Appareils particuliers
- Tele Rolleiflex type 1 (1959-1974) type 2 (1970-1974), 8 378 exemplaires produits. Numéros de série : 2300000 à 2304999 (type 1) et 2305000 à 2308377 (type 2)
- Rolleiflex Grand Angle (1961-1967), 4 000 exemplaires produits. Numéros de série : 2490000 à 2493999
- Rollei 16 S (1966-1972), 20 000 exemplaires produits. Appareils de type « Submini », ils utilisent du film de format 16 mm monté dans des cassettes et produisent une image de 12 × 17 mm[6].

#### Rolleiflex Baby

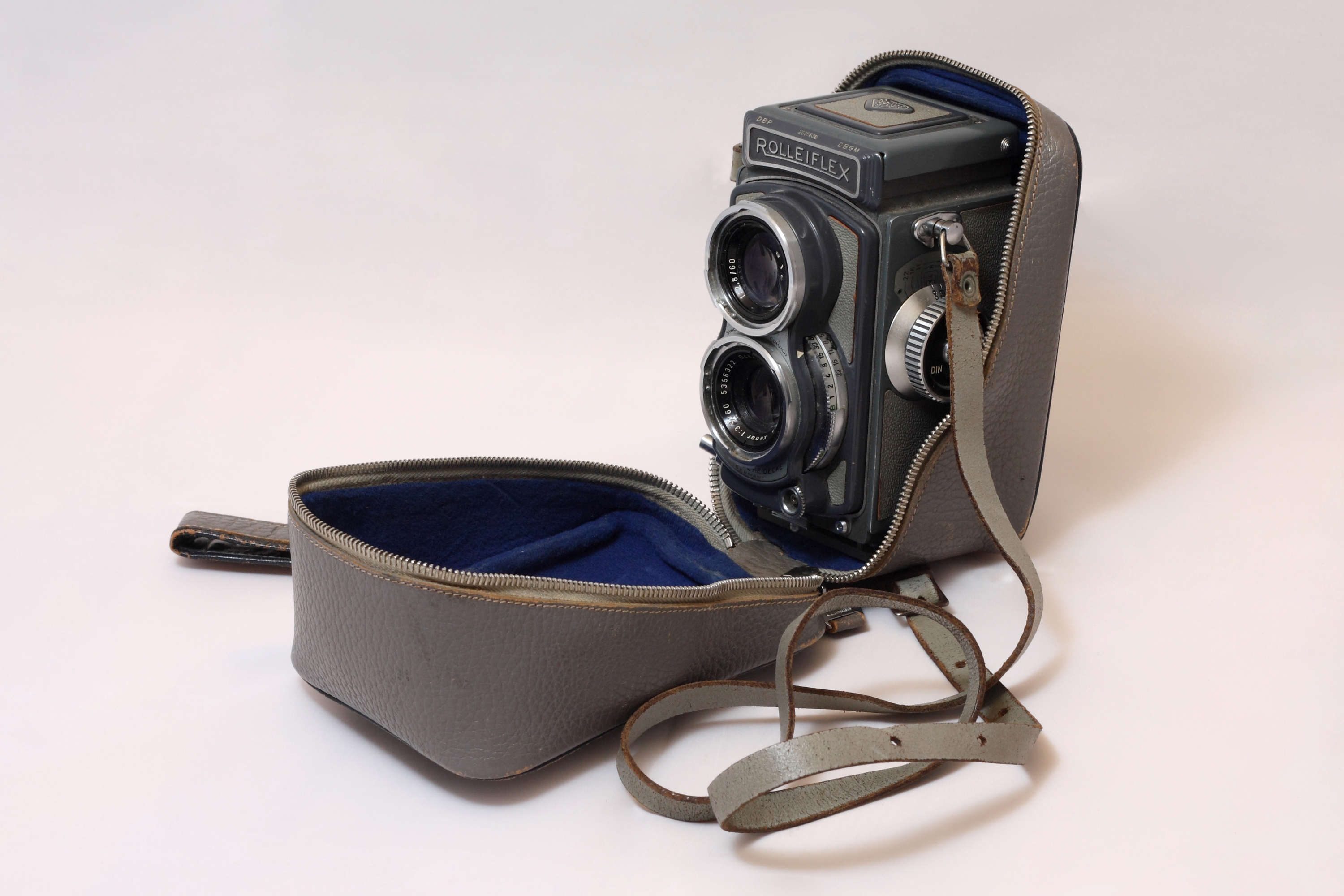
Un Rollei Baby, modèle gris.

Ces appareils plus petits produisent des images de 4 × 4 cm sur du film 127.
- Rolleiflex Baby 4 × 4 1931 (1931-1932)
- Rolleiflex Baby 4 × 4 1933 (1933-1934)
- Rolleiflex Baby 4 × 4 1934/8 (1934-1938)
- Rolleiflex Baby 4 × 4 1938 Sport (1938-1943)
- Rolleiflex Baby 4 × 4 1957 Gris (1957-1963)
- Rolleiflex Baby 4 × 4 1963 Noir (1963-1968)

### Appareils contemporains
Il existe des versions un peu modernisées de la gamme classique des Rolleiflex :
- Rolleiflex 2.8 FX (depuis 2002), équipé d'un objectif Planar 80 mm f/2.8 fabriqué par Rollei sous licence Zeiss ;
- Rolleiflex 4.0 FW (depuis 2002), équipé d'un objectif grand-angle Super Angulon 50 mm f/4 fabriqué par Schneider ;
- Rolleiflex 4.0 FT (depuis 2006), équipé d'un téléobjectif Tele-Xenar 135 mm f/4 fabriqué par Schneider.